# Aérodrome de Koro
 (décembre 2014).
Si vous disposez d'ouvrages ou d'articles de référence ou si vous connaissez des sites web de qualité traitant du thème abordé ici, merci de compléter l'article en donnant les références utiles à sa vérifiabilité et en les liant à la section « Notes et références ».
L'aérodrome de Koro (code IATA : KXF • code OACI : NFNO) est l'unique aérodrome de l'île de Koro, une des Lomaivitiîles Lomaiviti, aux Fidji.
C'est une piste atypique en gazon de 790 mètres qui a la particularité d'être assez fortement en pente à flanc de colline. Elle ne peut donc être utilisée que dans le sens Est-Ouest pour les atterrissages (atterrissage depuis la mer vers la montagne), et dans le sens Ouest-Est pour les décollages (décollage de la montagne vers la mer).
Malgré son emplacement proche du niveau de la mer, sa configuration fait donc rentrer la piste de Koro dans la catégorie des altiports.
Jusqu'en 2015, la seule ligne régulière desservant Koro était celle de la petite compagnie Northern Air, avec un bimoteur Britten-Norman Islander, et un seul vol hebdomadaire le samedi.
Depuis 2016, c'est Fiji Link qui assure désormais la liaison, tous les lundis, sur bimoteur DHC-6 Twin Otter.

## Situation
| Cicia Gau Koro Labasa Lakeba Levuka Malolo Mana Matei Moala Nadi Suva Rotuma Savusavu Vanuabalavu Vunisea Yasawa |